# 국도 제93호선 (이란)
국도 제93호선(페르시아어: جاده 93, Road 93)은 케르만주 나마시르에서 시스탄오발루체스탄주 차바하르까지 이어주는 총 연장 697 km의 거리를 가진 이란의 일반 국도이다. 그러나 이 국도의 주요 경유지를 살펴보면 차바하르, 닉샤르, 이란샤흐르, 밤이 있으며, 케르만-자헤단 도로가 밤을 통해 연결된다.